# Thomas à Kempis
Thomas à Kempis (Thomas fra Kempen) (født 1380, død 25. juli 1471) var en tysk romerskkatolsk munk fra middelalderen.
Thomas à Kempis var kannik og hørte til munkeordenen Brødrene af Fælleslivet. Han optoges først i broderhuset i Deventer, men kom 1399 til klostret på Agnete-Bjerget ved Zwolle, hvor hans broder var prior, og her levede Thomas fredeligt og stille til sin død, kun enkelte gange forstyrret ved begivenheder udefra.
Han var en flittig skribent og har skrevet nogle historisk-opbyggelige skrifter, en klosterkrønike og en stor mængde rent opbyggelige skrifter, større og mindre, samt nogle digte. Han skrev udelukkende på latin.
Sin berømmelse skylder han imidlertid andagtsbogen De imitatione Christi ("Om Kristi Efterfølgelse"), der næst efter Biblen er verdens mest udbredte kristne opbyggelsesskrift. Der har været megen strid om, hvorvidt Thomas virkelig er forfatter til den, men nyere undersøgelser er faldet ud til hans gunst.
Bogen er oversat på utallige sprog, gang på gang også på dansk, første gang meget tidligt af kannikerne i Grinderslev Kloster. Denne oversættelse er udgivet af F. Rønning 1885 med indledning af Fr. Nielsen. Den latinske tekst er udgivet bl.a. af K. Hirsche i 1874.